# Liatris cylindracea
Liatris cylindracea (en inglés: Barrelhead gayfeather, Cylindrical blazing star, o Ontario blazing star) es una especie botánica en la familia Asteraceae y del género Liatris. 

## Hábitat
Es nativa de noreste y el centro de Norteamérica, donde se le encuentra en hábitat tales como praderas, derrudios de  piedra caliza y de piedra arenisca, entre peñascos, y en los claros de los arbolados y las dunas. También se encuentra a lo largo de los bordes de la carretera y en el bosque mixto pino-roble con suelos arenosos, comunidades norteñas arboladas en las laderas de los montes. Florece a mediados de al verano tardío con las cabezas de flor púrpuras. 

## Descripción
Crece de bulbos redondeados o a veces alargados, vástagos sin pelo 20 a 60 centímetros de alto. Las flores están en cabezuelas densas con 10 a 35 floretes, y las cabezuelas carecen de vástagos o tienen vástagos de 2 a 10 milímetros de largo que orienten las cabezas hacia arriba. Las cabezuelas producidas quizá simples o en flojo al racimo denso de 2 a 28. Se arreglan en denso punto-como o raceme-como colecciones. Las hojas basales y del tallo tienen tres nervios (algunas pueden tener cinco), que son largos y finos, extendiéndose a partir del 8 a 25 centímetros de largo y 2 a 6 milímetros de ancho. El follaje es sobre todo sin pelo o puede tener algunos pelos en los márgenes (algunas plantas en Kentucky y Misuri son peludas y pueden indicar la hibridación con Liatris hirsuta); las hojas se reducen gradualmente de tamaño mientras que ascienden cerca del extremo del tallo. La semilla se produce en las frutas de los cypselae que tienen 5 a 7 milímetros de largo con mechones plumosos.

## Taxonomía
Liatris cylindracea fue descrita por André Michaux y publicado en Flora Boreali-Americana 2: 93. 1803.
Sinonimia
- Lacinaria cylindracea (Michx.) Kuntze
- Liatris intermedia Lindl.
- Liatris squarrosa var. intermedia (Lindl.) DC.[4]